# Viola riviniana
Viola riviniana és una espècie de flor del gènere Viola i la família de les violàcies. És natural de tot Europa i de la regió del mediterrani (Algèria, el Marroc, Tunis i Líban).
Floreix entre els mesos març i juny.